# Saint-Jory
Cet article possède un paronyme, voir Saint-Jorioz.
Pour les articles homonymes, voir Saint-Jory (homonymie).
Saint-Jory est une commune française située dans le nord du département de la Haute-Garonne en région Occitanie.
Sur le plan historique et culturel, la commune est dans le Frontonnais, un pays entre Garonne et Tarn constitué d'une succession de terrasses caillouteuses qui ont donné naissance à de riches terroirs, réputés pour leus vins et leurs fruits. Exposée à un climat océanique altéré, elle est drainée par le canal latéral à la Garonne, la Garonne, le Girou, l'Hers-Mort et par divers autres petits cours d'eau. La commune possède un patrimoine naturel remarquable : deux sites Natura 2000 (la « vallée de la Garonne de Muret à Moissac » et « Garonne, Ariège, Hers, Salat, Pique et Neste »), deux espaces protégés (le « cours inférieur de la Garonne » et le « Ramier de Bigorre ») et trois zones naturelles d'intérêt écologique, faunistique et floristique.
Saint-Jory est une commune rurale qui compte 7 996 habitants en 2022, après avoir connu une forte hausse de la population depuis 1962. Elle est dans l'agglomération toulousaine et fait partie de l'aire d'attraction de Toulouse. Ses habitants sont appelés les Saint-Joryens ou  Saint-Joryennes.
Le patrimoine architectural de la commune comprend un immeuble protégé au titre des monuments historiques : le château, inscrit en 1927.

## Géographie

### Localisation
La commune de Saint-Jory se trouve dans le département de la Haute-Garonne, en région Occitanie.
Sur le plan historique et culturel, Saint-Jory fait partie du pays toulousain, une ceinture de plaines fertiles entrecoupées de bosquets d'arbres, aux molles collines semées de fermes en briques roses, inéluctablement grignotée par l'urbanisme des banlieues.
Elle se situe à 17 km à vol d'oiseau de Toulouse, préfecture du département, et à 7 km de Castelginest, bureau centralisateur du canton de Castelginest dont dépend la commune depuis 2015 pour les élections départementales.
La commune fait en outre partie du bassin de vie de Toulouse.
Les communes les plus proches sont : 
Saint-Sauveur (2,6 km), Bruguières (3,9 km), Lespinasse (4,0 km), Castelnau-d'Estrétefonds (4,6 km), Gagnac-sur-Garonne (4,8 km), Cépet (5,0 km), Bouloc (5,1 km), Seilh (5,4 km).
Saint-Jory est limitrophe de sept autres communes.
| Grenade             | Castelnau-d'Estrétefonds L'Hers, Le Girou | L'Hers Saint-Sauveur |
| Merville La Garonne | Saint-Jory                                | Bruguières           |
|                     | Gagnac-sur-Garonne                        | Lespinasse           |

La Garonne sépare la commune de celle de Merville, en rive gauche ; l'Hers sépare la commune de celle de Saint-Sauveur, en rive droite, et Le Girou puis l'Hers séparent la commune de celle de Castelnau-d'Estrétefonds, en rive droite.

### Géologie et relief
La commune de Saint-Jory est établie sur la première terrasse de la Garonne, dans la plaine toulousaine de la Garonne.
La superficie de la commune est de 1 910 hectares ; son altitude varie de 105 à 125 mètres.

### Hydrographie
La commune est dans le bassin de la Garonne, au sein du bassin hydrographique Adour-Garonne. Elle est drainée par la Garonne, le Girou, l'Hers Mort, le ruisseau de nauze geaune et par deux petits cours d'eau, constituant un réseau hydrographique de 14 km de longueur totale,.
La Garonne est un fleuve principalement français prenant sa source en Espagne et qui coule sur 529 km avant de se jeter dans l’océan Atlantique.
Le Girou, d'une longueur totale de 64,5 km, prend sa source dans la commune de Puylaurens (81) et s'écoule du sud-est vers le nord-ouest. Il se jette dans l'Hers-Mort sur le territoire communal, après avoir traversé 31 communes.
La commune est traversée par le canal latéral à la Garonne avec une écluse (Ecluse N° 6).

Ecluse N°6 de Saint-Jory sur le canal latéral à la Garonne
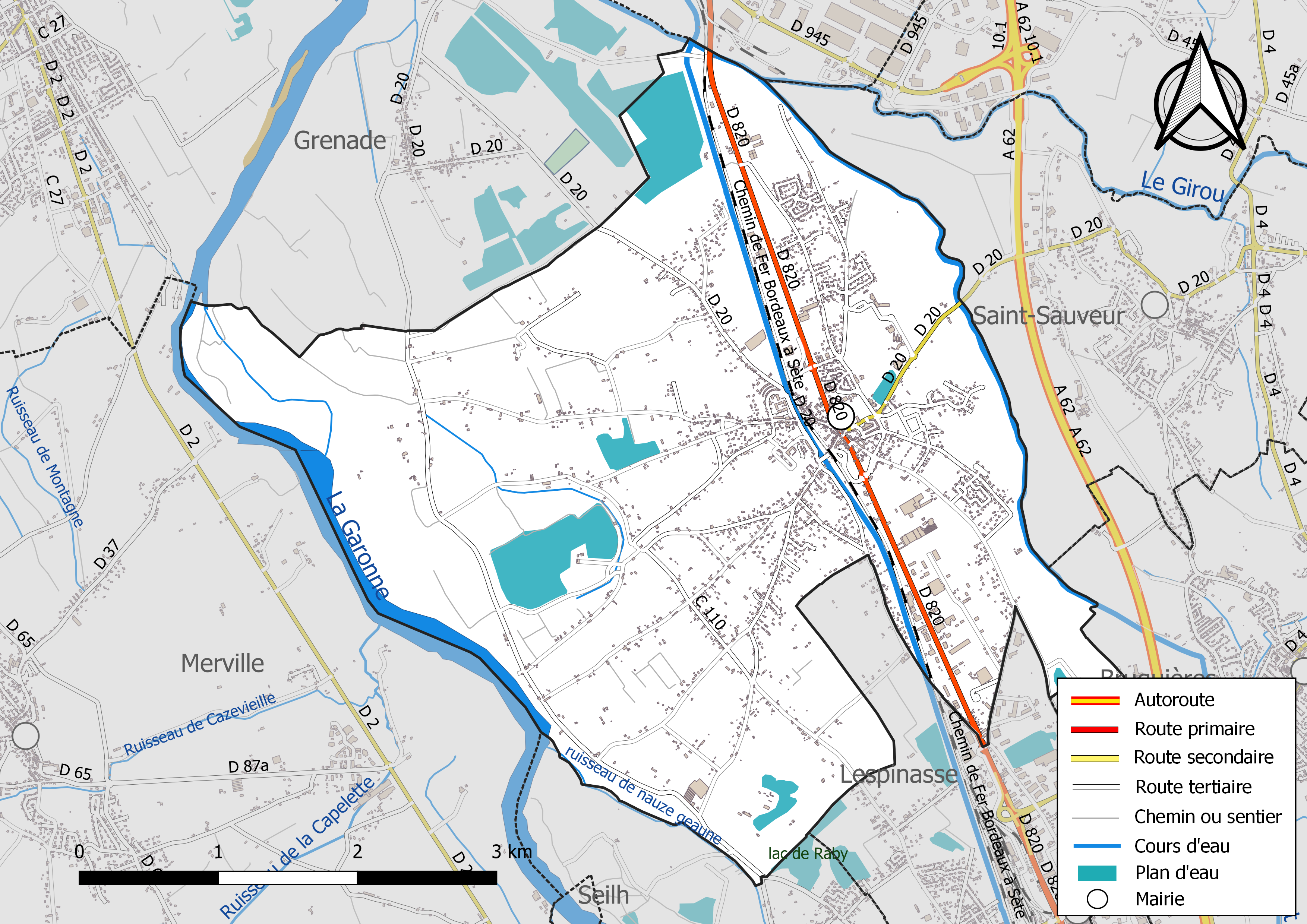
Réseaux hydrographique et routier de Saint-Jory.

### Climat
Pour des articles plus généraux, voir Climat de l'Occitanie et Climat de la Haute-Garonne.
En 2010, le climat de la commune est de type climat du Bassin du Sud-Ouest, selon une étude s'appuyant sur une série de données couvrant la période 1971-2000. En 2020, Météo-France publie une typologie des climats de la France métropolitaine dans laquelle la commune est exposée à un climat océanique altéré et est dans la région climatique Aquitaine, Gascogne, caractérisée par une pluviométrie abondante au printemps, modérée en automne, un faible ensoleillement au printemps, un été chaud (19,5 °C), des vents faibles, des brouillards fréquents en automne et en hiver et des orages fréquents en été (15 à 20 jours).
Pour la période 1971-2000, la température annuelle moyenne est de 13,5 °C, avec une amplitude thermique annuelle de 16,1 °C. Le cumul annuel moyen de précipitations est de 708 mm, avec 9,1 jours de précipitations en janvier et 5,4 jours en juillet. Pour la période 1991-2020, la température moyenne annuelle observée sur la station météorologique la plus proche, située sur la commune de Blagnac à 12 km à vol d'oiseau, est de 14,2 °C et le cumul annuel moyen de précipitations est de 627,0 mm,. Pour l'avenir, les paramètres climatiques de la commune estimés pour 2050 selon différents scénarios d’émission de gaz à effet de serre sont consultables sur un site dédié publié par Météo-France en novembre 2022.

### Milieux naturels et biodiversité

#### Espaces protégés
La protection réglementaire est le mode d’intervention le plus fort pour préserver des espaces naturels remarquables et leur biodiversité associée,.
Deux espaces protégés sont présents sur la commune : 
- le « cours inférieur de la Garonne », objet d'un arrêté de protection de biotope, d'une superficie de 452,7 ha[19] ;
- le « Ramier de Bigorre », objet d'un arrêté de protection de biotope, d'une superficie de 119,5 ha[20].

#### Réseau Natura 2000

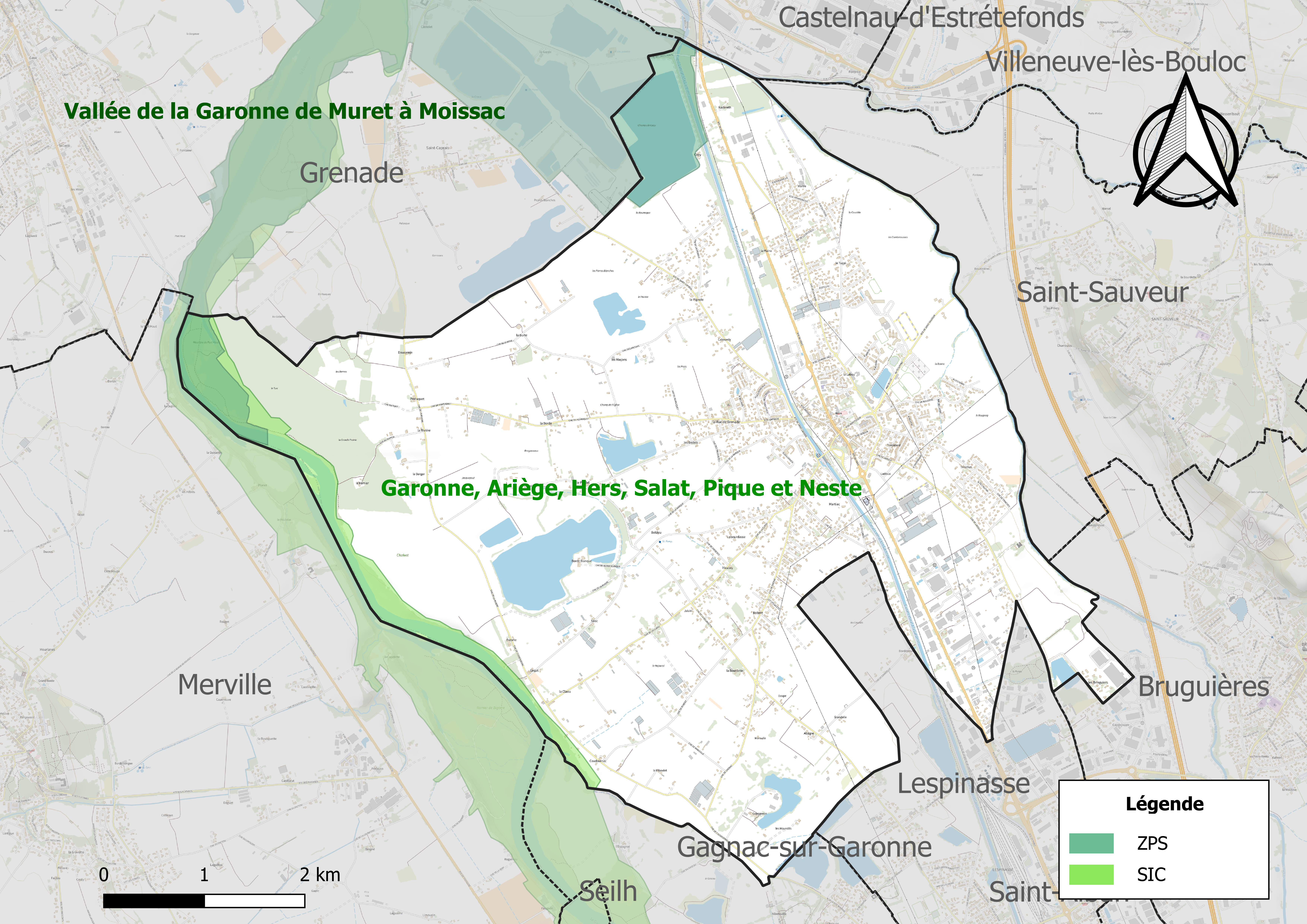
Site Natura 2000 sur le territoire communal.

Le réseau Natura 2000 est un réseau écologique européen de sites naturels d'intérêt écologique élaboré à partir des directives habitats et oiseaux, constitué de zones spéciales de conservation (ZSC) et de zones de protection spéciale (ZPS).
Un site Natura 2000 a été défini sur la commune au titre de la directive habitats :
- « Garonne, Ariège, Hers, Salat, Pique et Neste », d'une superficie de 9 581 ha, un réseau hydrographique pour les poissons migrateurs (zones de frayères actives et potentielles importantes pour le Saumon en particulier qui fait l'objet d'alevinages réguliers et dont des adultes atteignent déjà Foix sur l'Ariège[23]

et un au titre de la directive oiseaux : 
- la « vallée de la Garonne de Muret à Moissac », d'une superficie de 4 493 ha, hébergeant une avifaune bien représentée en diversité, mais en effectifs limités (en particulier, baisse des populations de plusieurs espèces de hérons). Sept espèces de hérons y nichent, dont le héron pourpré, ainsi que le Milan noir (avec des effectifs importants), l'Aigle botté, le Petit gravelot, la Mouette mélanocéphale, la Sterne pierregarin et le Martin-pêcheur[24].

#### Zones naturelles d'intérêt écologique, faunistique et floristique

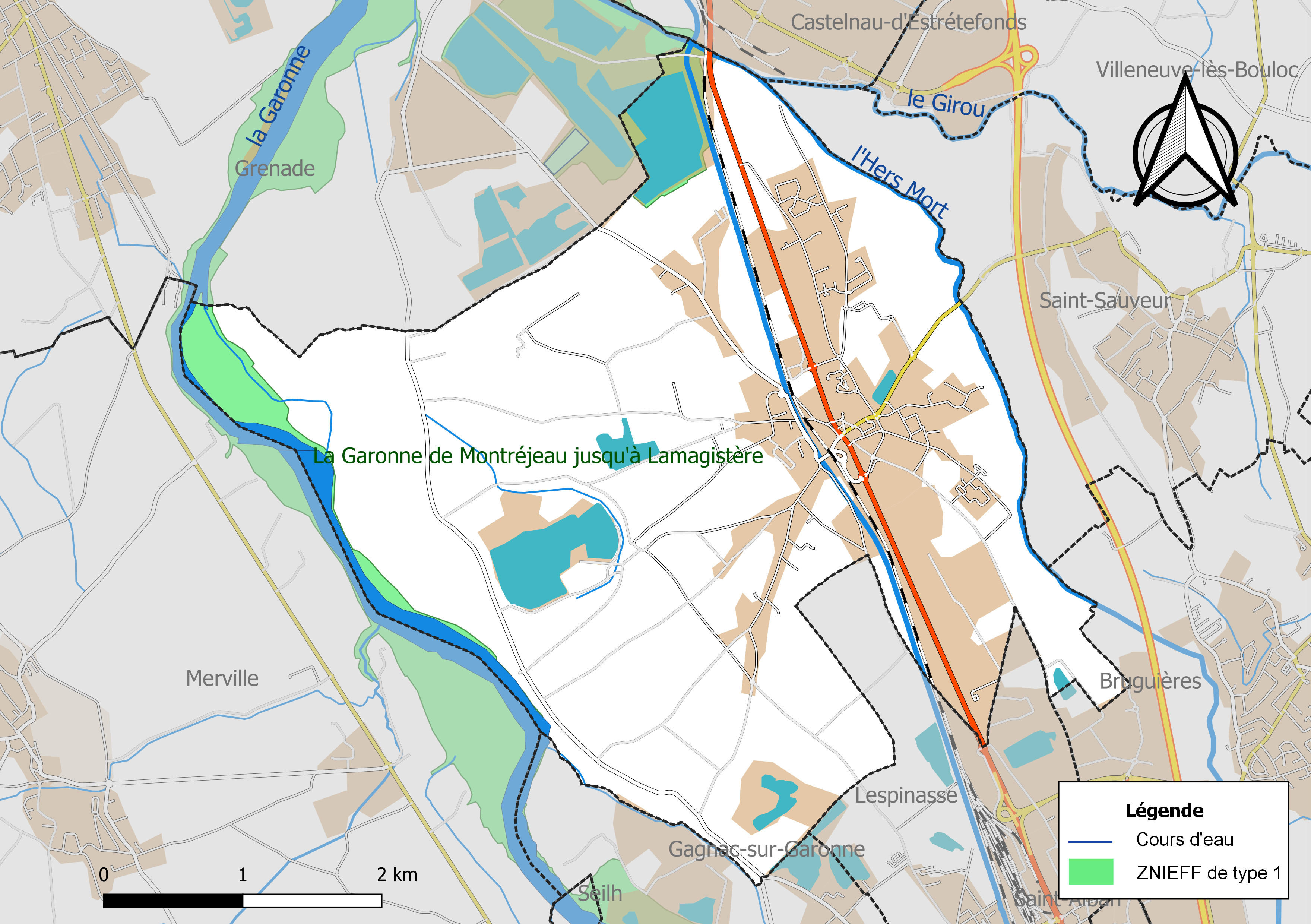
Carte des ZNIEFF de type 1 localisées sur la commune.

L’inventaire des zones naturelles d'intérêt écologique, faunistique et floristique (ZNIEFF) a pour objectif de réaliser une couverture des zones les plus intéressantes sur le plan écologique, essentiellement dans la perspective d’améliorer la connaissance du patrimoine naturel national et de fournir aux différents décideurs un outil d’aide à la prise en compte de l’environnement dans l’aménagement du territoire.
Deux ZNIEFF de type 1 sont recensées sur la commune :
les « gravières de Saint-Caprais et de la Gravette » (233 ha), couvrant 3 communes du département et 
« la Garonne de Montréjeau jusqu'à Lamagistère » (5 075 ha), couvrant 92 communes dont 63 dans la Haute-Garonne, trois en Lot-et-Garonne et 26 en Tarn-et-Garonne
et une ZNIEFF de type 2, : 
« la Garonne et milieux riverains, en aval de Montréjeau » (6 874 ha), couvrant 93 communes dont 64 dans la Haute-Garonne, trois en Lot-et-Garonne et 26 en Tarn-et-Garonne.

## Urbanisme

### Typologie
Au 1er janvier 2024, Saint-Jory est catégorisée bourg rural, selon la nouvelle grille communale de densité à sept niveaux définie par l'Insee en 2022.
Elle appartient à l'unité urbaine de Toulouse, une agglomération inter-départementale regroupant 81  communes, dont elle est une commune de la banlieue,,. Par ailleurs la commune fait partie de l'aire d'attraction de Toulouse, dont elle est une commune de la couronne,. Cette aire, qui regroupe 527 communes, est catégorisée dans les aires de 700 000 habitants ou plus (hors Paris),.

### Occupation des sols

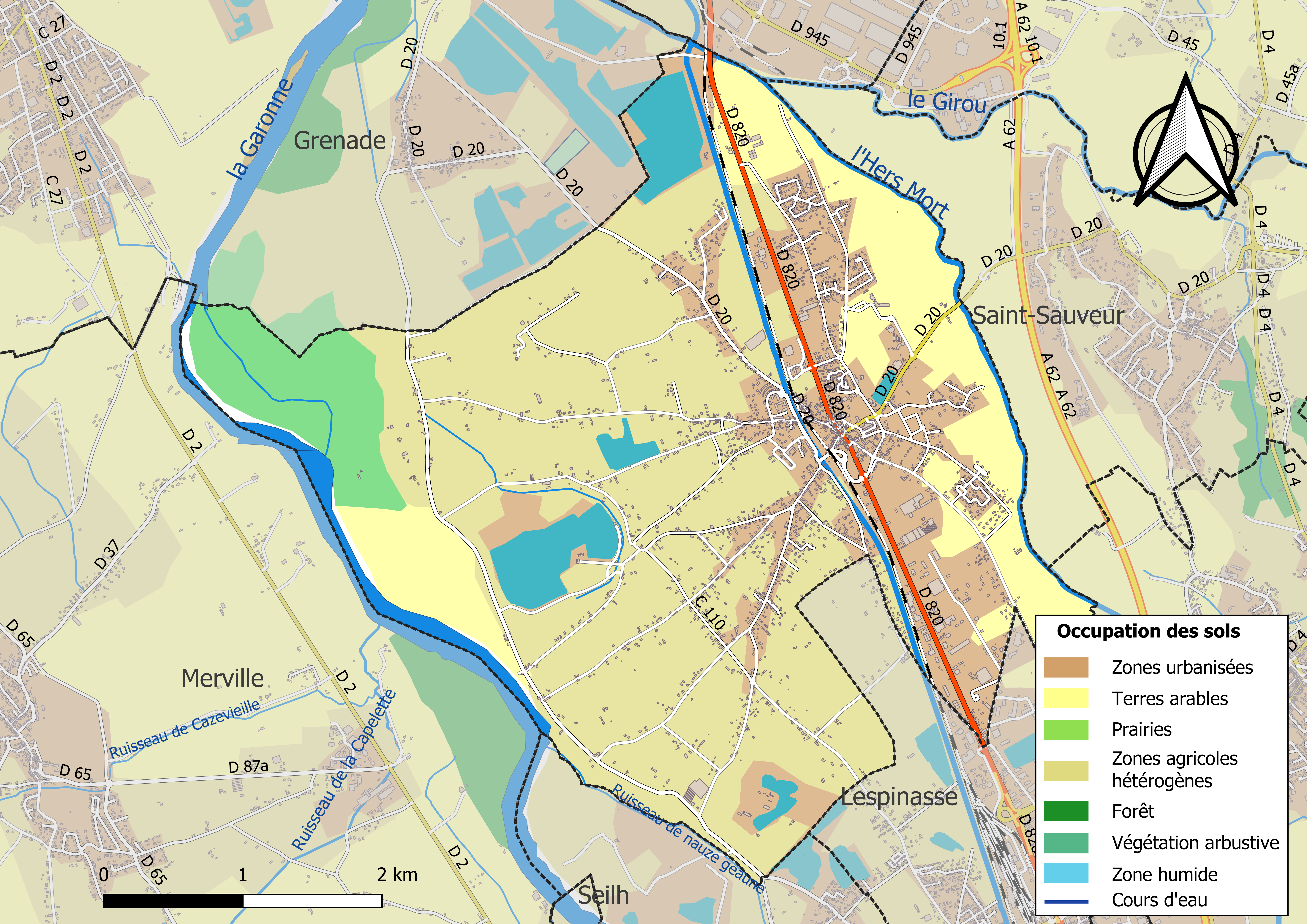
Carte des infrastructures et de l'occupation des sols de la commune en 2018 (CLC).

L'occupation des sols de la commune, telle qu'elle ressort de la base de données européenne d’occupation biophysique des sols Corine Land Cover (CLC), est marquée par l'importance des territoires agricoles (62,5 % en 2018), en diminution par rapport à 1990 (76,3 %). La répartition détaillée en 2018 est la suivante : 
zones agricoles hétérogènes (47,4 %), zones urbanisées (20,1 %), terres arables (15,1 %), eaux continentales (7,5 %), milieux à végétation arbustive et/ou herbacée (5,8 %), zones industrielles ou commerciales et réseaux de communication (4,1 %). L'évolution de l’occupation des sols de la commune et de ses infrastructures peut être observée sur les différentes représentations cartographiques du territoire : la carte de Cassini (XVIIIe siècle), la carte d'état-major (1820-1866) et les cartes ou photos aériennes de l'IGN pour la période actuelle (1950 à aujourd'hui).

### Voies de communication et transports

#### Voies de communication
Accès par l'autoroute A62, sortie  11 Saint-Jory-Grenade.

#### Transports
- La commune compte une gare sur son territoire, la gare de Saint-Jory, desservie quotidiennement par des TER Occitanie effectuant des missions entre les gares de Toulouse-Matabiau, Montauban-Ville-Bourbon, Cahors et Brive-la-Gaillarde.
- La ligne 59 du réseau Tisséo relie le collège et le centre de la commune à la station La Vache du métro de Toulouse, en passant par Lespinasse, Gagnac, Fenouillet et Aucamville, la ligne 377 relie la commune à la gare routière de Toulouse également depuis Grisolles.
- Le triage de Saint-Jory : la gare de triage de Saint-Jory est la principale gare de triage SNCF de Toulouse était l'une des trois plus grandes d'Europe. La zone dite du triage de Saint-Jory se situe en réalité à 3 km plus au sud, sur la commune de Lespinasse.

Voir aussi Triage de Saint-Jory.

### Risques majeurs
Le territoire de la commune de Saint-Jory est vulnérable à différents aléas naturels : météorologiques (tempête, orage, neige, grand froid, canicule ou sécheresse), inondations et séisme (sismicité très faible). Il est également exposé à deux risques technologiques, et  le risque industriel et la rupture d'un barrage. Un site publié par le BRGM permet d'évaluer simplement et rapidement les risques d'un bien localisé soit par son adresse soit par le numéro de sa parcelle.

#### Risques naturels
La commune fait partie du territoire à risques importants d'inondation (TRI) de Toulouse, regroupant 15 communes concernées par un risque de débordement de la Garonne, un des 18 TRI qui ont été arrêtés fin 2012 sur le bassin Adour-Garonne. Les événements significatifs passés sont la crue généralisée sur le bassin de la Garonne des 23 et 24 juin 1875 (7 500 m3/s à Toulouse), qui a fait 208 morts et détruit 1 219 maisons, et la crue des 1er au 5 février 1952 (3 300 m3/s) à Toulouse, qui a fait 7 victimes. Des cartes des surfaces inondables ont été établies pour trois scénarios : fréquent (crue de temps de retour de 10 ans à 30 ans), moyen (temps de retour de 100 ans à 300 ans) et extrême (temps de retour de l'ordre de 1 000 ans, qui met en défaut tout système de protection). La commune a été reconnue en état de catastrophe naturelle au titre des dommages causés par les inondations et coulées de boue survenues en 1982, 1999, 2000, 2009 et 2022,.

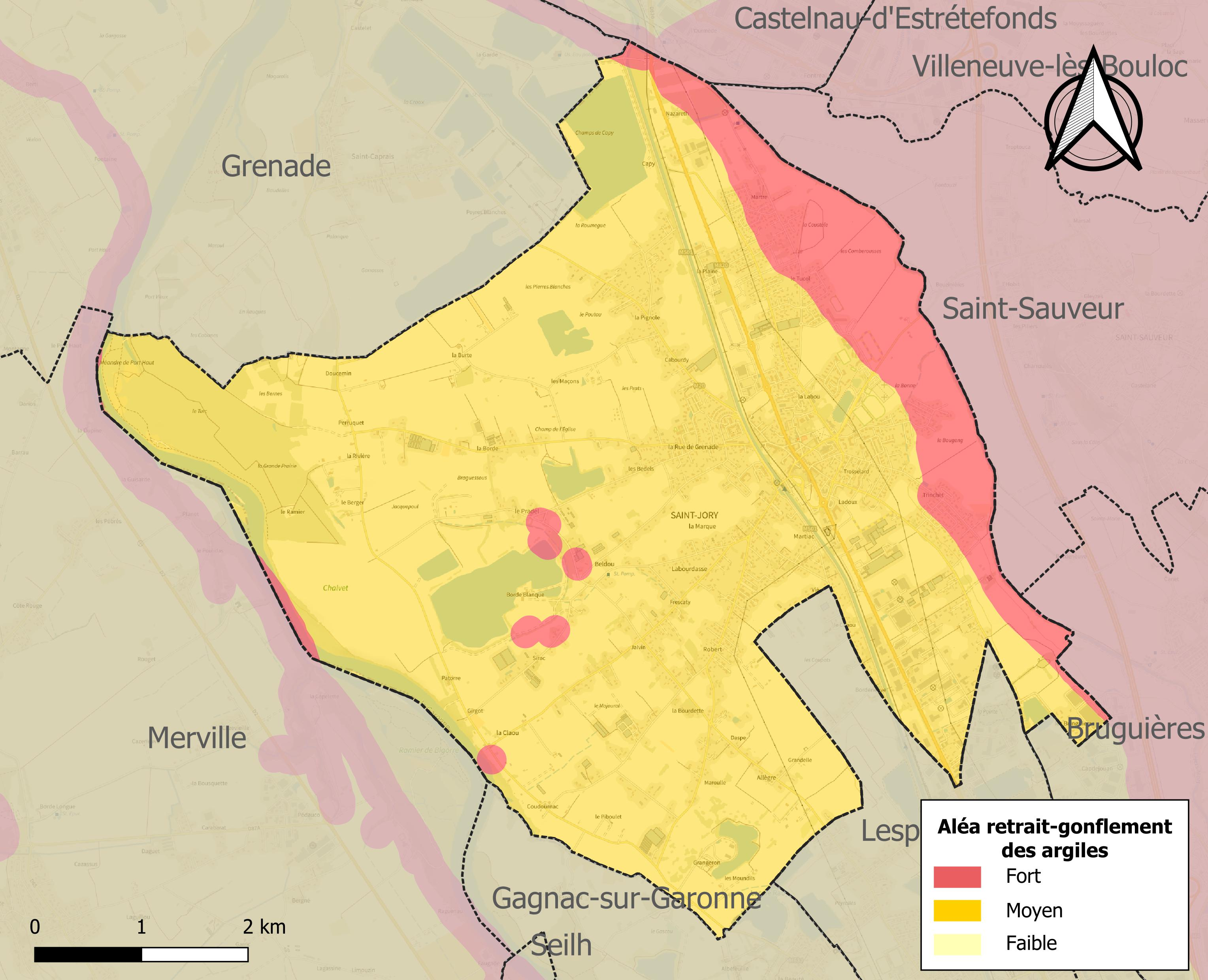
Carte des zones d'aléa retrait-gonflement des sols argileux de Saint-Jory.

Le retrait-gonflement des sols argileux est susceptible d'engendrer des dommages importants aux bâtiments en cas d’alternance de périodes de sécheresse et de pluie. La totalité de la commune est en aléa moyen ou fort (88,8 % au niveau départemental et 48,5 % au niveau national). Sur les 1 873 bâtiments dénombrés sur la commune en 2019, 1 873 sont en aléa moyen ou fort, soit 100 %, à comparer aux 98 % au niveau départemental et 54 % au niveau national. Une cartographie de l'exposition du territoire national au retrait gonflement des sols argileux est disponible sur le site du BRGM,.
Par ailleurs, afin de mieux appréhender le risque d’affaissement de terrain, l'inventaire national des cavités souterraines permet de localiser celles situées sur la commune.
Concernant les mouvements de terrains, la commune a été reconnue en état de catastrophe naturelle au titre des dommages causés par la sécheresse en 1989, 2006, 2015, 2016 et 2017 et par des mouvements de terrain en 1999.

#### Risques technologiques
La commune est exposée au risque industriel du fait de la présence sur son territoire d'une entreprise soumise à la directive européenne SEVESO.
La commune est en outre située en aval des barrages de Cap de Long sur la Neste de Couplan (Hautes-Pyrénées) et de l'Estrade sur la Ganguise (Aude). À ce titre elle est susceptible d’être touchée par l’onde de submersion consécutive à la rupture d'un de ces ouvrages.

## Toponymie
Saint-Jory, comme Saint-Juéry, est une forme occitane de Saint Georges. Une statue du saint sauroctone surmonte une porte de l'église qui lui est dédiée.

## Histoire
En 1603, Henri IV érige la châtellenie en baronnie[Laquelle ?].
Avant 1222, Saint-Jory se trouve sous la domination des comtes de Toulouse. Mais leurs vassaux pillent l'église.
Au XIIIe siècle, Hugues, sénéchal de l'Agenais, prend position pour les Albigeois : il défend Toulouse et Penne-d'Agenais, sous la conduite du comte de Lancastre, et dévaste Saint-Jory en se rendant à Toulouse.
Le XVe siècle voit le début d'une série de luttes et de procès entre le village et la famille des Garrigia de Villeneuve. Les villageois se révoltent contre Jean de Garrigia, et ce n'est qu'au XIXe siècle que cessent les procès.
Sous la domination des Du Faur, un château de la Renaissance est construit. En 1569, les guerres de religion le ruinent, lui et l'église.
Ensuite vient la Révolution française, et avec le XIXe siècle ses transformations, ses plans d'aménagements.

### Territoire communal
Le territoire de l'ancienne commune de Novital-Viguerie, supprimée en 1846, est partagé entre Saint-Jory et Lespinasse. Le lieu-dit « la Viguerie » est rattaché à Lespinasse tandis que « Novital » et son château se rattachent à Saint-Jory.

### Héraldique
| Armes de Villiers-le-Bel | Les armes de Saint-Jory se blasonnent ainsi : « D'or au croissant de sinople ». |

## Politique et administration

### Administration municipale
Le nombre d'habitants au recensement de 2017 étant compris entre 5 000 habitants et 9 999 habitants, le nombre de membres du conseil municipal pour l'élection de 2020 est de vingt-neuf,.

### Rattachements administratifs et électoraux
Commune faisant partie de la cinquième circonscription de la Haute-Garonne de Toulouse Métropole et du canton de Castelginest (avant le redécoupage départemental de 2014, Saint-Jory faisait partie de l'ex-canton de Fronton).

## Démographie
| 1793 | 1800 | 1806 | 1821 | 1831  | 1836  | 1841  | 1846  | 1851  |
| ---- | ---- | ---- | ---- | ----- | ----- | ----- | ----- | ----- |
| 662  | 813  | 896  | 963  | 1 002 | 1 034 | 1 082 | 1 120 | 1 137 |

| 1856  | 1861  | 1866  | 1872  | 1876  | 1881  | 1886  | 1891  | 1896  |
| ----- | ----- | ----- | ----- | ----- | ----- | ----- | ----- | ----- |
| 1 103 | 1 052 | 1 094 | 1 070 | 1 110 | 1 112 | 1 116 | 1 086 | 1 025 |

| 1901  | 1906  | 1911  | 1921 | 1926 | 1931 | 1936 | 1946 | 1954  |
| ----- | ----- | ----- | ---- | ---- | ---- | ---- | ---- | ----- |
| 1 045 | 1 026 | 1 019 | 908  | 950  | 926  | 997  | 996  | 1 310 |

| 1962  | 1968  | 1975  | 1982  | 1990  | 1999  | 2006  | 2008  | 2013  |
| ----- | ----- | ----- | ----- | ----- | ----- | ----- | ----- | ----- |
| 1 528 | 2 112 | 2 533 | 2 760 | 3 244 | 4 069 | 4 815 | 5 026 | 5 637 |

| 2018  | 2022  | - | - | - | - | - | - | - |
| ----- | ----- | - | - | - | - | - | - | - |
| 5 902 | 7 996 | - | - | - | - | - | - | - |

| selon la population municipale des années : | 1968 | 1975 | 1982 | 1990 | 1999 | 2006 | 2009 | 2013 |
| Rang de la commune dans le département      | 28   | 35   | 40   | 43   | 38   | 37   | 40   | 39   |
| Nombre de communes du département           | 592  | 582  | 586  | 588  | 588  | 588  | 589  | 589  |

## Économie

### Revenus
En 2018  (données Insee publiées en septembre 2021), la commune compte 2 469 ménages fiscaux, regroupant 6 078 personnes. La médiane du revenu disponible par unité de consommation est de 22 370 € (23 140 € dans le département). 53 % des ménages fiscaux sont imposés (55,3 % dans le département).

### Emploi
|                | 2008  | 2013  | 2018  |
| -------------- | ----- | ----- | ----- |
| Commune        | 4,6 % | 7,6 % | 8,4 % |
| Département    | 7,7 % | 9,6 % | 9,3 % |
| France entière | 8,3 % | 10 %  | 10 %  |

En 2018, la population âgée de 15 à 64 ans s'élève à 3 962 personnes, parmi lesquelles on compte 80,5 % d'actifs (72,1 % ayant un emploi et 8,4 % de chômeurs) et 19,5 % d'inactifs,. Depuis 2008, le taux de chômage communal (au sens du recensement) des 15-64 ans est inférieur à celui de la France et du département.
La commune fait partie de la couronne de l'aire d'attraction de Toulouse, du fait qu'au moins 15 % des actifs travaillent dans le pôle,. Elle compte 2 185 emplois en 2018, contre 1 897 en 2013 et 1 674 en 2008. Le nombre d'actifs ayant un emploi résidant dans la commune est de 2 874, soit un indicateur de concentration d'emploi de 76 % et un taux d'activité parmi les 15 ans ou plus de 68,1 %.
Sur ces 2 874 actifs de 15 ans ou plus ayant un emploi, 525 travaillent dans la commune, soit 18 % des habitants. Pour se rendre au travail, 87,6 % des habitants utilisent un véhicule personnel ou de fonction à quatre roues, 4,7 % les transports en commun, 4,7 % s'y rendent en deux-roues, à vélo ou à pied et 3 % n'ont pas besoin de transport (travail au domicile).

### Activités hors agriculture

#### Secteurs d'activités
552 établissements sont implantés  à Saint-Jory au 31 décembre 2019. Le tableau ci-dessous en détaille le nombre par secteur d'activité et compare les ratios avec ceux du département,.
| Secteur d'activité                                                                                        | Commune | Commune | Département |
| Secteur d'activité                                                                                        | Nombre  | %       | %           |
| --- | ------- | ------- | ----------- |
| Ensemble                                                                                                  | 552     | 100 %   | (100 %)     |
| Industrie manufacturière, industries extractives et autres                                                | 33      | 6 %     | (5,7 %)     |
| Construction                                                                                              | 84      | 15,2 %  | (12 %)      |
| Commerce de gros et de détail, transports, hébergement et restauration                                    | 170     | 30,8 %  | (25,9 %)    |
| Information et communication                                                                              | 11      | 2 %     | (4,1 %)     |
| Activités financières et d'assurance                                                                      | 25      | 4,5 %   | (3,8 %)     |
| Activités immobilières                                                                                    | 17      | 3,1 %   | (4,2 %)     |
| Activités spécialisées, scientifiques et techniques et activités de services administratifs et de soutien | 94      | 17 %    | (19,8 %)    |
| Administration publique, enseignement, santé humaine et action sociale                                    | 70      | 12,7 %  | (16,6 %)    |
| Autres activités de services                                                                              | 48      | 8,7 %   | (7,9 %)     |

Le secteur du commerce de gros et de détail, des transports, de l'hébergement et de la restauration est prépondérant sur la commune puisqu'il représente 30,8 % du nombre total d'établissements de la commune (170 sur les 552 entreprises implantées  à Saint-Jory), contre 25,9 % au niveau départemental.

#### Entreprises et commerces
Les cinq entreprises ayant leur siège social sur le territoire communal qui génèrent le plus de chiffre d'affaires en 2020 sont : 
- Jardel Services, location de camions avec chauffeur (142 090 k€)
- Bessac - CSM Bessac, construction et entretien de tunnels (64 227 k€)
- Transports Pech, transports routiers de fret interurbains (27 940 k€)
- DDS, affrètement et organisation des transports (22 677 k€)
- M D Transports, transports routiers de fret interurbains (21 811 k€)

### Agriculture
La commune est dans « les Vallées », une petite région agricole consacrée à la polyculture sur les plaines et terrasses alluviales qui s’étendent de part et d’autre des sillons marqués par la Garonne et l’Ariège. En 2020, l'orientation technico-économique de l'agriculture  sur la commune est la polyculture et/ou le polyélevage.
|               | 1988 | 2000 | 2010 | 2020  |
| ------------- | ---- | ---- | ---- | ----- |
| Exploitations | 154  | 89   | 54   | 39    |
| SAU (ha)      | 956  | 673  | 859  | 1 010 |

Le nombre d'exploitations agricoles en activité et ayant leur siège dans la commune est passé de 154 lors du recensement agricole de 1988  à 89 en 2000 puis à 54 en 2010 et enfin à 39 en 2020, soit une baisse de 75 % en 32 ans. Le même mouvement est observé à l'échelle du département qui a perdu pendant cette période 57 % de ses exploitations,. La surface agricole utilisée sur la commune a quant à elle augmenté, passant de 956 ha en 1988 à 1 010 ha en 2020. Parallèlement la surface agricole utilisée moyenne par exploitation a augmenté, passant de 6 à 26 ha.

## Vie locale

### Enseignement
Saint-Jory fait partie de l'académie de Toulouse.
L'éducation est assurée sur la commune par les écoles maternelles du Lac, et du Canal des deux mers, par les écoles élémentaires Georges Brassens et Jean de la fontaine, par un collège public, ainsi que par l’établissement privé Sainte-Geneviève.

### Sports

#### Football
Le premier club de football de la commune fut créé en 1923 par Charles Sire, ce qui en fait une des plus anciennes formations de la Ligue de Midi-Pyrénées de football. Dans les années cinquante, apparaissent deux clubs de football, le Sporting et L’Étoile. Ils s’affrontèrent des années durant pour être chacun à leur tour les meilleurs, avant de fusionner en 1968 et donner naissance à l’Entente Sporting Étoile de Saint-Jory. Le club devint une pépinière de jeunes footballeurs qui évolueront au niveau régional en glanant plusieurs titres : champion des Pyrénées en 1953, champion junior en 1970, champion d'Excellence en 1982-1983 (et montée en Ligue régionale).

#### Judo
Le Judo club de Saint-Jory a formé plus d'une dizaine de ceintures noires depuis sa création, Le club représente la ville de Saint-Jory au niveau national avec des participations aux championnats de France de judo. Ce club formateur, propose multitude d'activités, comme le ju jitsu, le renforcement musculaire, taiso, arbitrage et culture judo.

#### Tennis
Le Tennis Club Saint-Jory dispose de 2 terrains couverts et 2 terrains extérieurs.

#### Rugby à XIII fauteuil
La ville possède un club de rugby à XIII fauteuil : le club dispute le championnat de première division de la discipline. Surnommés « les Toros », ils remportent le doublé coupe de France- championnat en 2017   La commune est parfois le lieu de matchs exhibitions de l'équipe de France : elle accueille ainsi un match au gymnase municipal au mois de septembre 2011.

#### Basket-ball
Le club de basket-ball, fondé en mai 1958, évolue en championnat de régionale 2 en 2023.

### Écologie et recyclage
La collecte et le traitement des déchets des ménages et des déchets assimilés ainsi que la protection et la mise en valeur de l'environnement se font dans le cadre de la communauté urbaine de Toulouse Métropole et de l'agence de l'environnement et de la maîtrise de l'énergie.

## Culture locale et patrimoine

### Lieux et monuments
- Château de Saint-Jory construit par Nicolas Bachelier inscrit en 1927 aux monuments historiques.
- L'église Saint-Laurent, de style néo-gothique, construite au XVIe siècle (de 1527 à 1596) dont l'extérieur a été restauré en 2013[64],[65].
- Le monument aux morts
- Buste de Pie VII[66].
- Chapelle Notre-Dame de Beldou.

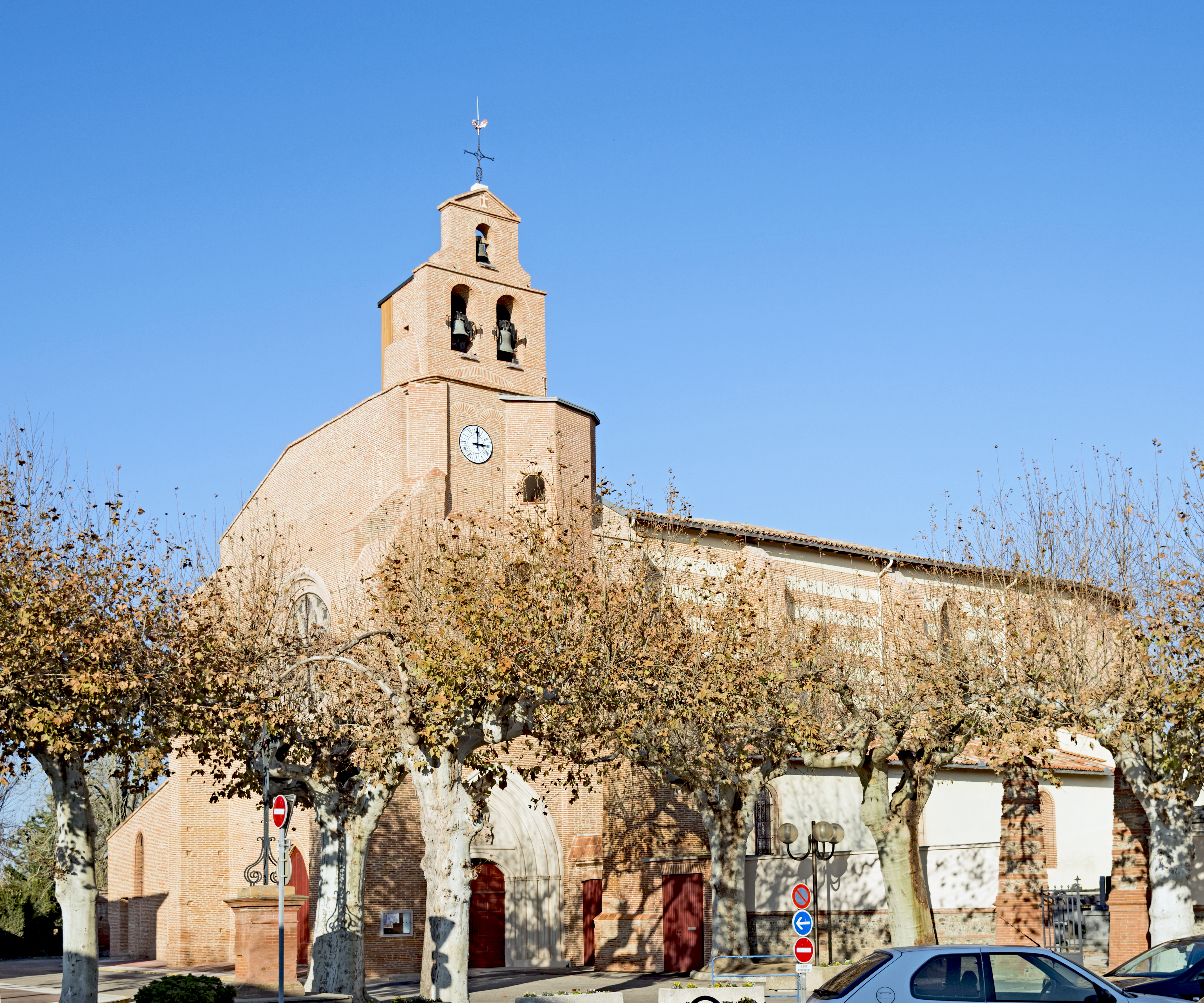
L'église Saint-Laurent.
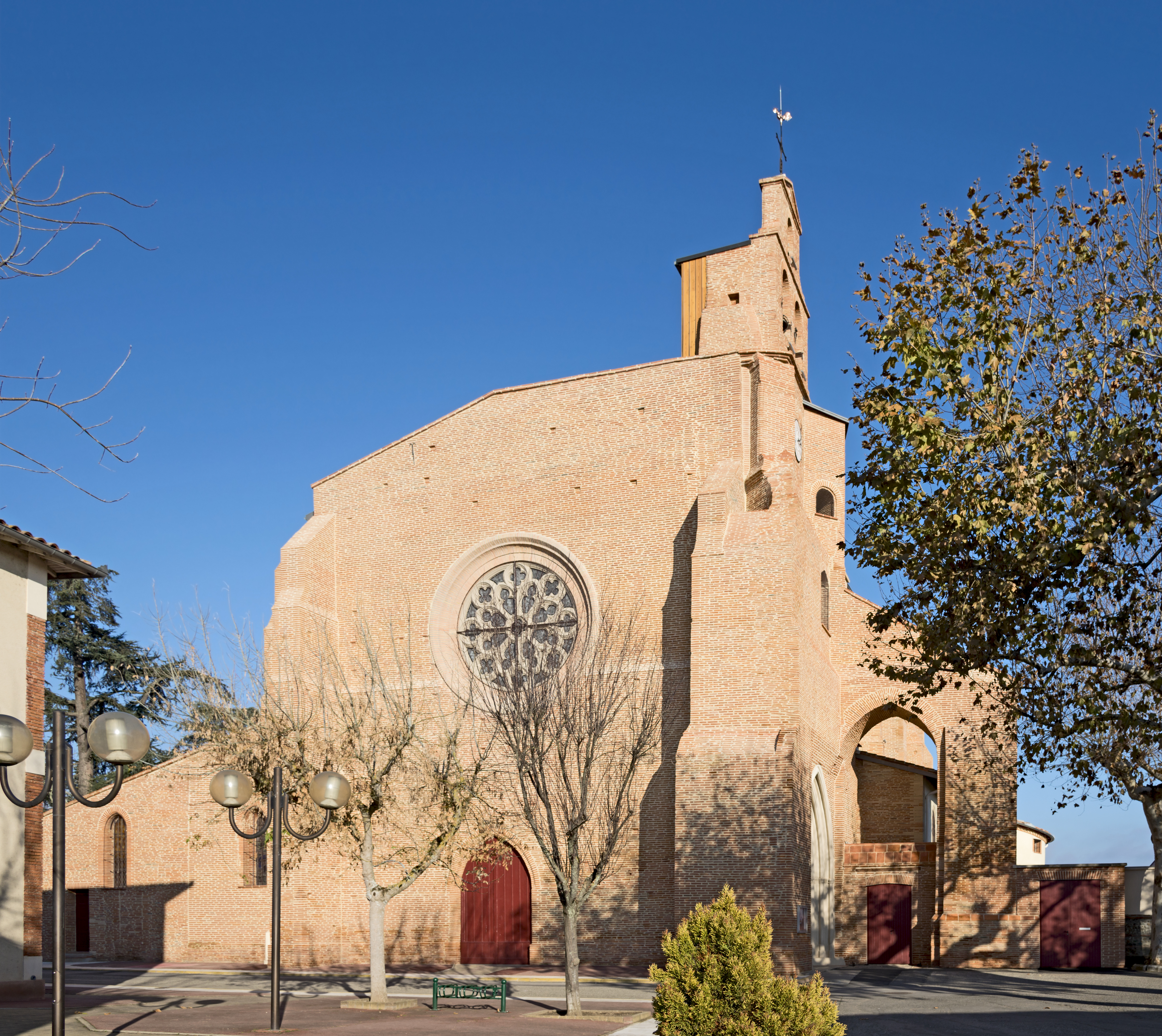
La façade.
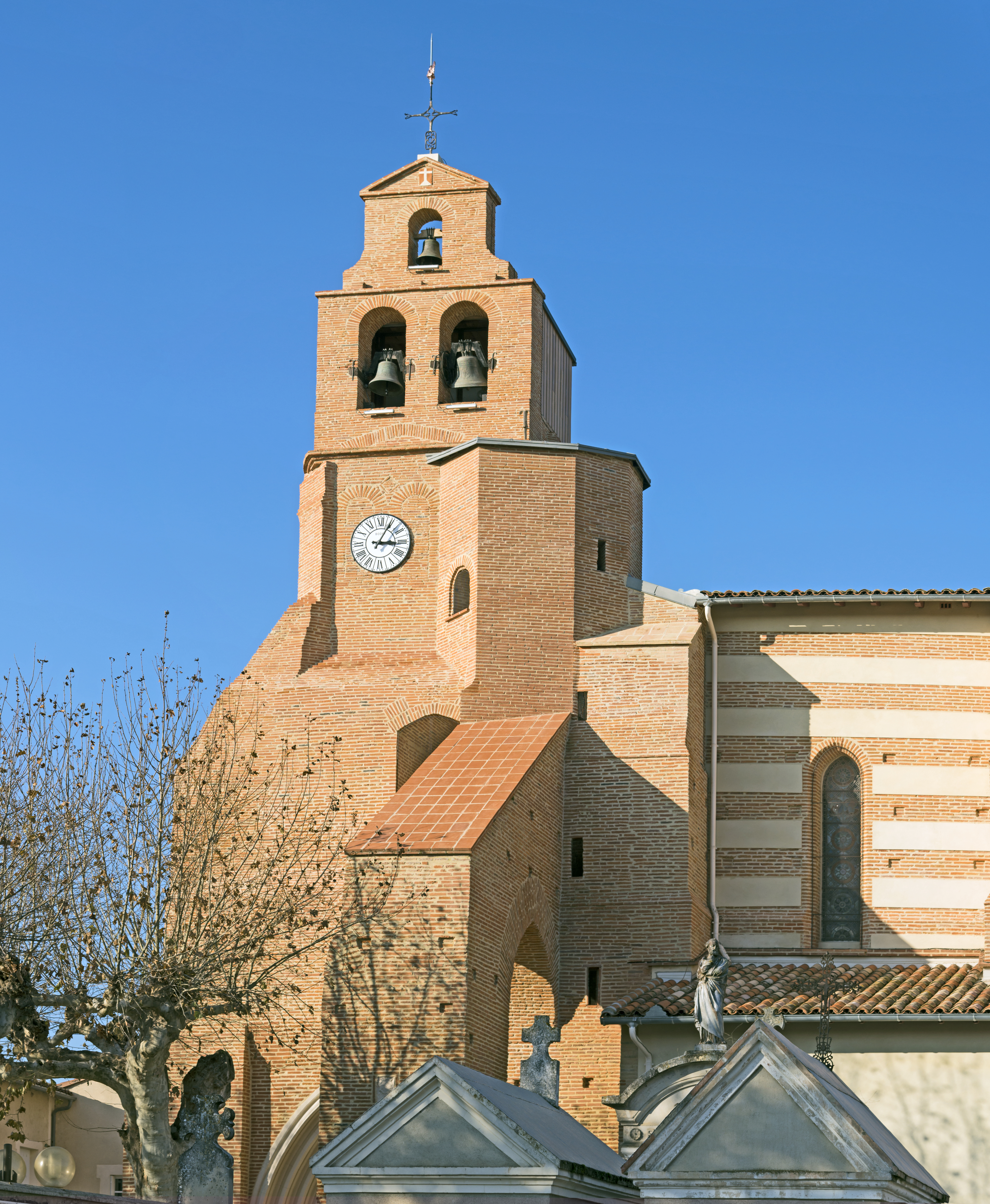
Le clocher mur.
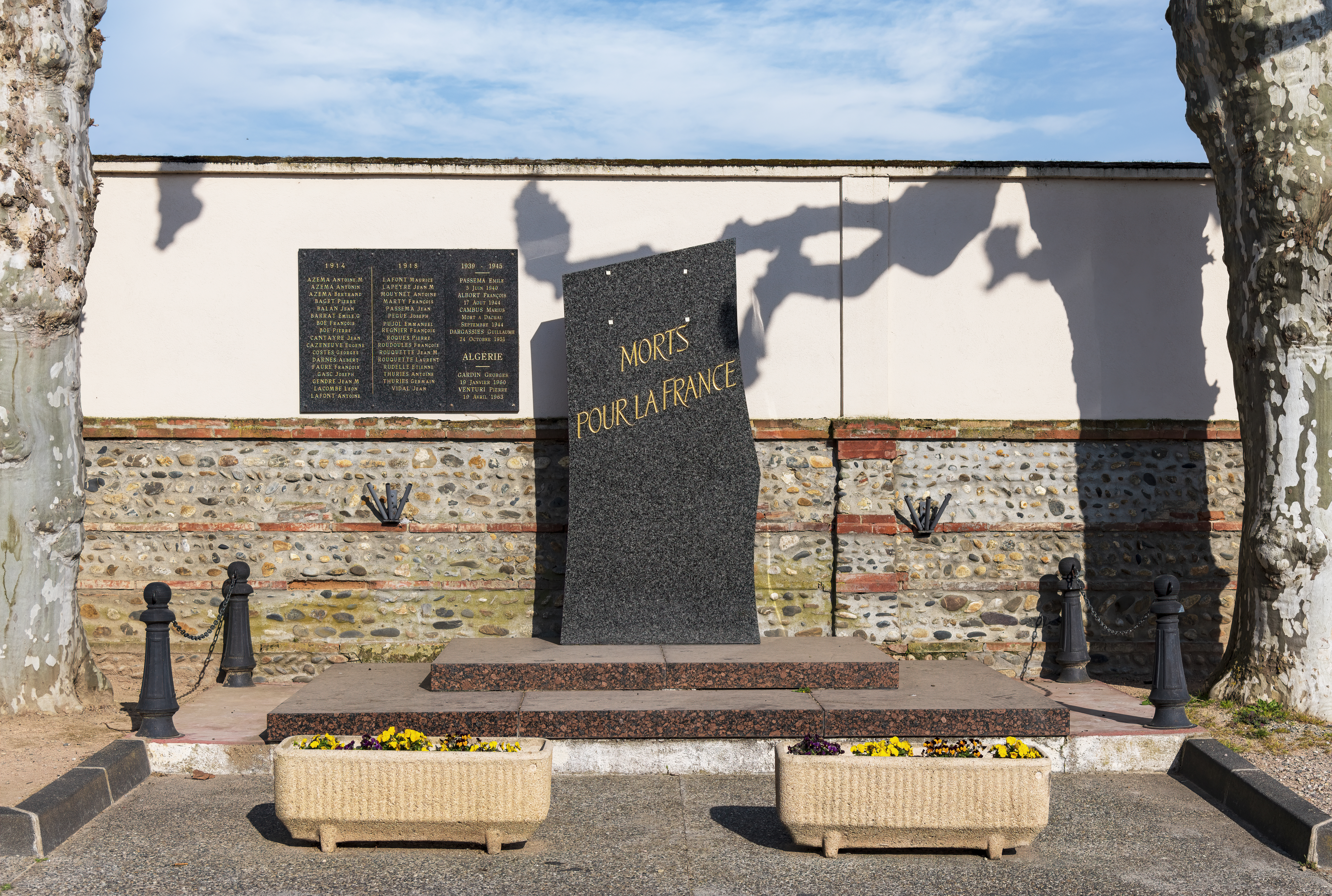
Le monument aux morts.
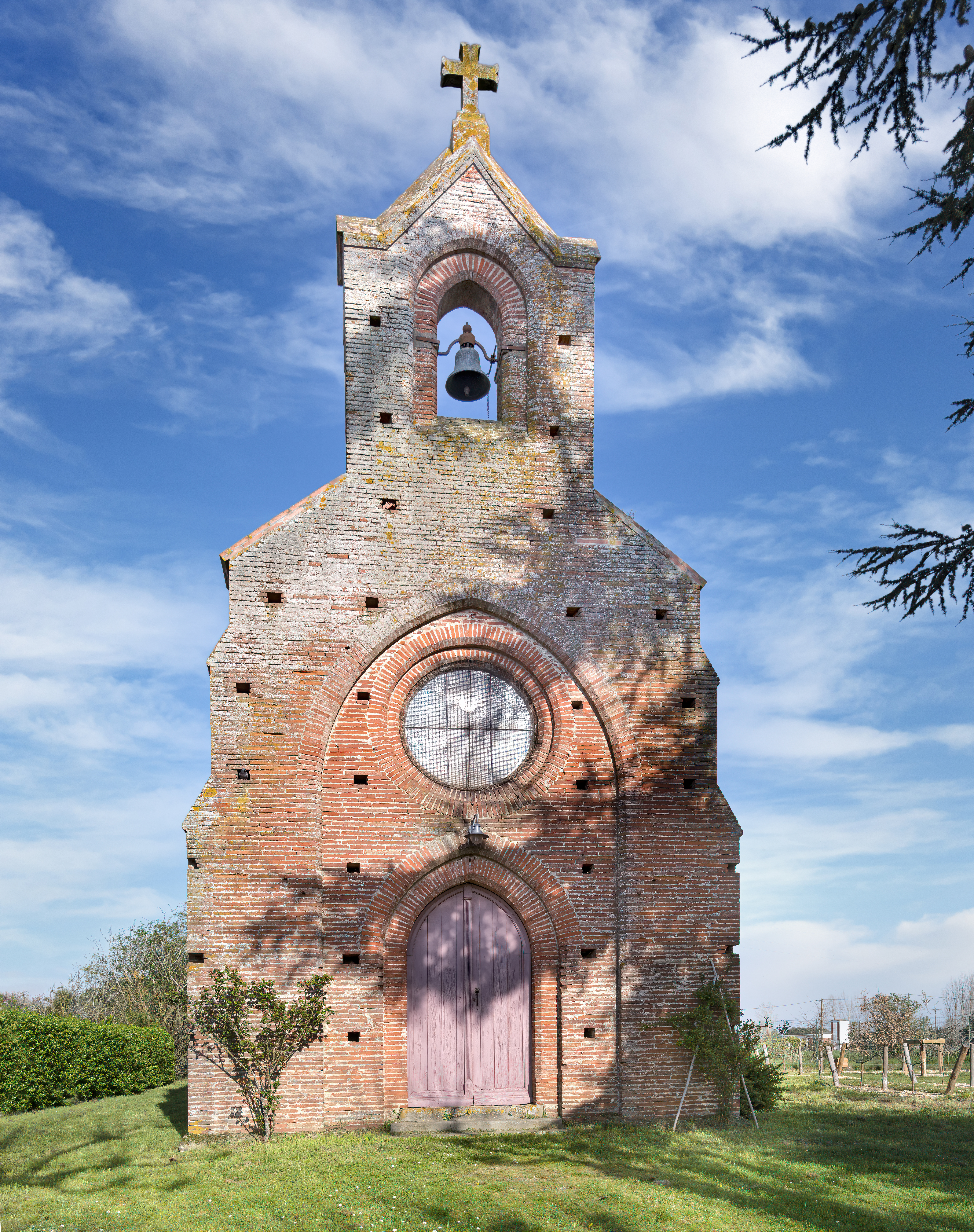
Chapelle Notre-Dame de Beldou
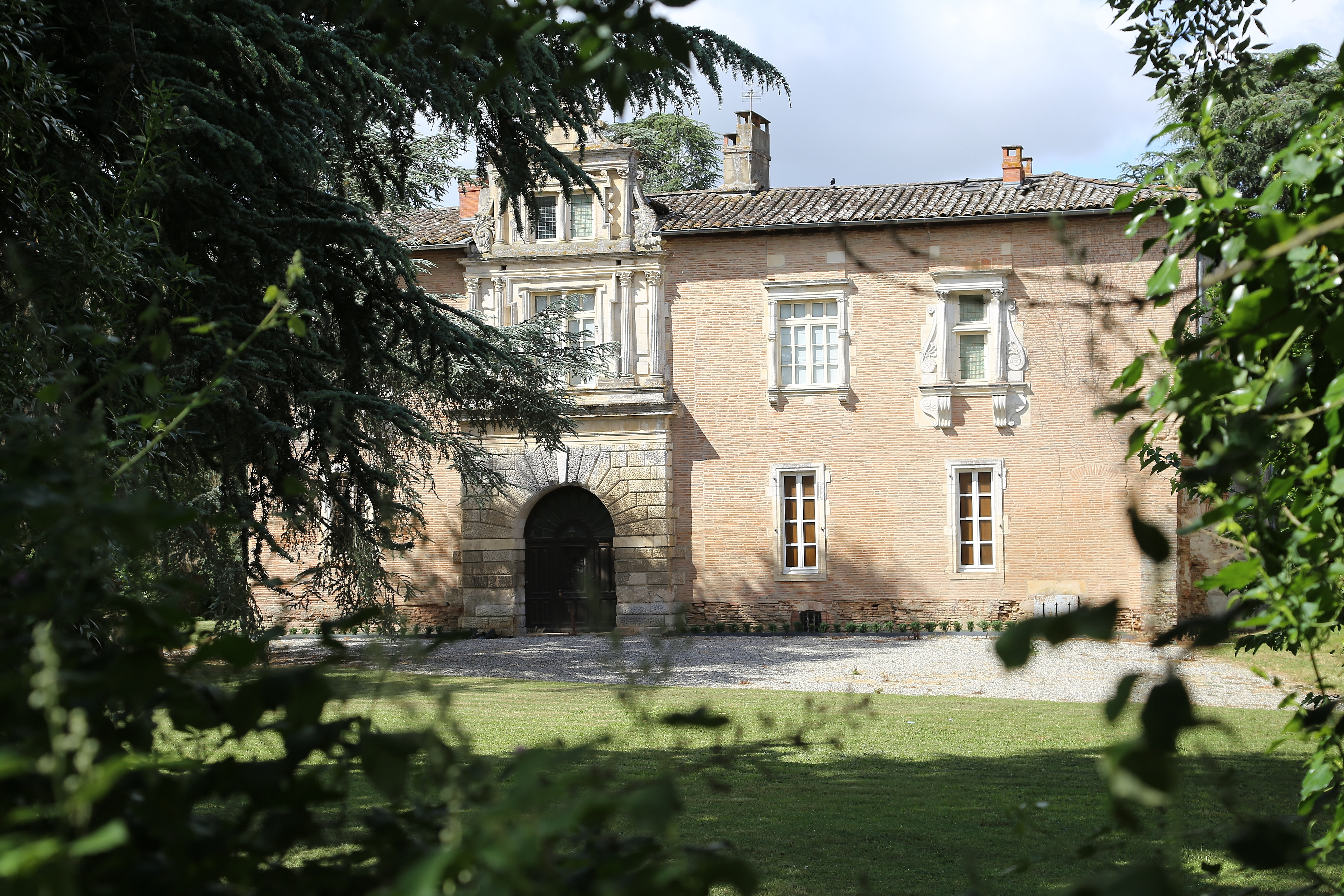
Château de Saint-Jory construit à partir de 1545 par Nicolas Bachelier pour le juge-mage de Toulouse Michel du Faur[67].

### Personnalités liées à la commune
- Raymond VI de Toulouse, comte de Toulouse.
- Henri Célié, syndicaliste libertaire.
- Marie-Louise de Losse, baronne de Saint-Jory, mère de Jean-Baptiste Cyrus de Timbrune de Thiembronne.
- David Berty, joueur international de rugby à XV, d'après qui le stade municipal a été renommé.
- Bernardo Sandoval, guitariste, auteur-compositeur et interprète franco-espagnol.